# Liste der Bodendenkmale in Garbsen
In der Liste der Bodendenkmale in Garbsen sind die Bodendenkmale der niedersächsischen Gemeinde Garbsen aufgeführt. Die Quelle ist der Denkmalatlas Niedersachsen. 

Garbsen in der Region Hannover

Der Stand der Liste ist der 21. Januar 2025.

## Allgemein
In den Spalten finden sich folgende Informationen des Bodendenkmales:
| Lage         | geographische Koordinaten                                                           |
| Bezeichnung  | Bezeichnung lt. Denkmalatlas                                                        |
| Beschreibung | Beschreibung lt. Denkmalatlas                                                       |
| ID           | Objekt-ID                                                                           |
| Bild         | Bild, ggf. zusätzlich mit Link zu weiteren Fotos im Medienarchiv Wikimedia Commons. |

## Schloss Ricklingen

### Schloss Ricklingen 16
- ID:28973122
- Grabhügelfeld.

| Lage                       | Bezeichnung           | Beschreibung | ID       | Bild |
| -------------------------- | --------------------- | --- | -------- | ---- |
| 52° 26′ 4″ N, 9° 31′ 47″ O | Schloss Ricklingen 16 | Durchmesser ca. 18 m und Höhe ca. 0,7 m. Kuppe stark abgeflacht.                                                                                         | 28973220 | BW   |
| 52° 26′ 5″ N, 9° 31′ 47″ O | Schloss Ricklingen 17 | Durchmesser ca. 20 m und Höhe ca. 2 m. Kuppe stark abgeflacht. Um nördl. Hälfte verläuft eine flache Mulde.                                              | 28973221 | BW   |
| 52° 26′ 6″ N, 9° 31′ 48″ O | Schloss Ricklingen 18 | Durchmesser ca. 10 m und Höhe ca. 0,6 m. Kuppe stark abgeflacht. Fuchsbaue.                                                                              | 28973222 | BW   |
| 52° 26′ 7″ N, 9° 31′ 46″ O | Schloss Ricklingen 19 | Durchmesser ca. 16 m und Höhe ca. 1 m. Kuppe stark abgeflacht.                                                                                           | 28973219 | BW   |
| 52° 26′ 7″ N, 9° 31′ 44″ O | Schloss Ricklingen 20 | Durchmesser ca. 18 m und Höhe ca. 1 m. Kuppe stark abgeflacht. Auf Hügelkopf flache Mulde, wahrscheinlich alte Eingrabung.                               | 28973223 | BW   |
| 52° 26′ 8″ N, 9° 31′ 43″ O | Schloss Ricklingen 21 | Durchmesser ca. 8 m und Höhe ca. 0,4 m. Flache Kuppe. | 28973224 | BW   |
| 52° 26′ 9″ N, 9° 31′ 34″ O | Schloss Ricklingen 22 | Durchmesser ca. 18 m und Höhe ca. 0,6 m. Nördl. Drittel durch Sandentnahme abgetragen. Kuppe stark abgeflacht.                                           | 28973228 | BW   |
| 52° 26′ 8″ N, 9° 31′ 34″ O | Schloss Ricklingen 23 | Durchmesser ca. 25 m und Höhe ca. 0,9 m. Kuppe abgeflacht. Mehrere alte flache Kopfstiche.                                                               | 28973230 | BW   |
| 52° 26′ 9″ N, 9° 31′ 36″ O | Schloss Ricklingen 24 | Durchmesser ca. 16 m und Höhe ca. 0,9 m. Kuppe stark abgeflacht.                                                                                         | 28973231 | BW   |
| 52° 26′ 7″ N, 9° 31′ 36″ O | Schloss Ricklingen 25 | Durchmesser ca. 16 m und Höhe ca. 0,9 m. Kuppe abgeflacht. Westl. Drittel bei Grenzanlegung eingeebnet.                                                  | 28973233 | BW   |
| 52° 26′ 8″ N, 9° 31′ 38″ O | Schloss Ricklingen 26 | Durchmesser ca. 14 m und Höhe ca. 0,7 m. Kuppe stark abgeflacht. In Hügelmitte Fuchsbaue; am N-Rand verläuft ein Grenzweg.                               | 28973229 | BW   |
| 52° 26′ 7″ N, 9° 31′ 38″ O | Schloss Ricklingen 27 | Durchmesser ca. 20 m und Höhe ca. 1,2 m. Kuppe stark abgeflacht. Alter Kopfstich in Hügelmitte (Dm. ca. 2 m; T. ca. 0,4 m). Am O-Rand mehrere Fuchsbaue. | 28973235 | BW   |
| 52° 26′ 7″ N, 9° 31′ 41″ O | Schloss Ricklingen 28 | Durchmesser ca. 18 m und Höhe ca. 1,1 m. Kuppe stark abgeflacht.                                                                                         | 28973236 | BW   |
| 52° 26′ 6″ N, 9° 31′ 44″ O | Schloss Ricklingen 29 | Durchmesser ca. 18 m und Höhe ca. 0,5 m. Östl. Hügelfuß durch Grenzanlegung abgetragen.                                                                  | 28973237 | BW   |

### Schloss Ricklingen 30
- ID:28973238
- Grabhügelfeld.

| Lage                       | Bezeichnung           | Beschreibung                                                      | ID       | Bild |
| -------------------------- | --------------------- | ----------------------------------------------------------------- | -------- | ---- |
| 52° 26′ 3″ N, 9° 31′ 53″ O | Schloss Ricklingen 30 | Durchmesser ca. 20 m und Höhe ca. 1,5 m. Kuppe leicht abgeflacht. | 28973240 | BW   |
| 52° 26′ 2″ N, 9° 31′ 57″ O | Schloss Ricklingen 31 | Durchmesser ca. 18 m und Höhe ca. 1,7 m. Kuppe abgeflacht.        | 28973239 | BW   |
| 52° 26′ 3″ N, 9° 31′ 58″ O | Schloss Ricklingen 32 | Durchmesser ca. 10 m und Höhe ca. 0,7 m. Kuppe stark abgeflacht.  | 28973234 | BW   |
| 52° 26′ 1″ N, 9° 31′ 59″ O | Schloss Ricklingen 33 | Durchmesser ca. 12 m und Höhe ca. 0,7 m. Kuppe stark abgeflacht.  | 28973243 | BW   |